# Chlorocebus
Chlorocebus — африканський рід приматів з родини Мавпові (Cercopithecidae). Від грец. χλωρός — «тьмяно-зелений», грец. κῆβος — «довгохвоста мавпа».

## Опис
Хутро коротке, сіро-зелене зверху, низ і кільце волосся навколо лиця білувато-жовтого кольору. Саме лице голе і чорне. Довжина тіла від 40 до 60 см, довжина хвоста від 30 до 70 см, вага близько 3-7 кг. Самці трохи більші від самиць.

## Поширення
Живе на південь від Сахари від Сенегалу і Ефіопії на південь до ПАР. На острова Карибського басейну завезені в 16 столітті. Віддають перевагу відкритим областям, таким як савани. Вони не дуже розбірливі в плані їх проживання, але уникають надмірно густих лісів (наприклад, басейну річки Конго ) і повністю безлісих ділянок. Тим не менш, вони повинні пити щодня і тому залежать від води, так що живуть недалеко від річки чи озера.

## Стиль життя
Денний, особливо активний рано вранці і ввечері, всеїдний, частково наземний вид. У центрі їх споживчої уваги є трави і фрукти. Іноді вони також споживають комах і дрібних хребетних. Вони живуть у великих групах, які складаються з кількох самців, багатьох самиць і їх потомства, і може містити до 80 тварин. Ієрархія групи грає важливу роль: домінуючі самці і самиці мають пільги. Їх природні вороги: Homo sapiens, Felidae, Papio, Шакали, Hyaenidae, Accipitriformes, великі змії.

## Відтворення
Період вагітності складає близько 160 днів, як правило, народжується один малюк. Народження випадає на початок сезону дощів, коли є достатнє харчування. Молода тварина годується молоком приблизно шість місяців, і досягає статевої зрілості в 2-3 років. Середня тривалість життя складає близько 30 років.

## Загрози
В Африці багато мавп вбивають лінії електропередач, собаки, транспортні засоби, отруєння і полювання. На додаток до цього, збільшення опустелювання і втрата середовища існування через сільське господарство і урбанізацію. 